# Morten Høberg
Morten Høberg Nielsen (* 8. März 1988) ist ein dänischer Radrennfahrer.
Høberg gewann 2008 die 100. Austragung des Eintagesrennens Skandis Race Uppsala und 2013 eine Etappe der Tour du Maroc.

## Erfolge
2008
- Skandis Race Uppsala

2013
- eine Etappe Tour du Maroc

## Teams
- 2005 Team GLS
- 2008 Team Løgstør-Cycling for Health
- 2009 Team Capinordic
- 2010 Team Concordia Forsikring-Himmerland
- 2012 Team Concordia Forsikring-Himmerland
- 2013 Christina Watches-Onfone
- 2014 FireFighters Upsala CK
- 2016 Team Soigneur-Copenhagen Pro Cycling
- 2017 Christina Jewelry Pro Cycling